# 本條秀慈郎
本條 秀慈郎（ほんじょう ひでじろう、1984年11月27日 - ）は、日本の三味線奏者。

## 略歴
栃木県宇都宮市出身。桐朋学園大学短期大学部現代邦楽研究所修了。本條秀太郎に師事し本條秀慈郎の名を許される。アジアン・カルチュラル・カウンシルの援助を受けニューヨークへ留学。2017年より文化庁文化交流使としてアメリカやイギリス、フランスなどでリサイタル等を行っている。
また現代音楽作曲家の藤倉大、坂本龍一などの新作委嘱の初演なども担当している。
現在、桐朋学園芸術短期大学非常勤講師。

## 受賞歴
- 第25回出光音楽賞 (2014年[6])
- 第70回文化庁芸術祭賞新人賞 (2015年[7])
- 第27回青山音楽賞青山賞 (2017年[8])
- 第72回芸術選奨文部科学大臣新人賞（2021年度[9]）